# Metro Stars (gruppo musicale)
I Metro Stars sono un gruppo musicale rap svizzero, composto da Michel, Maxi B e Dj C.I..

## Storia del gruppo
I Metro Stars nascono nel 2005 dall'unione di Maxi B e Michel (ex componente Momo Posse), i due si conoscono già da diversi anni e hanno diverse esperienze come solisti alle spalle.
Nell'aprile del 2006 esce il loro primo album Cookies & Milk, 16 tracce prodotte tutte da Michel con la partecipazione di Gué Pequeno (Club Dogo), Supa (Sano Business), Amir, DJ Sice, Lil' Dueplax e Marta.
Nel 2007 esce il loro secondo lavoro Metrotape Vol. 1, mixato da DJ Sice e con featuring di: Bassi Maestro, Mondo Marcio, OneMic, Kaso e molti altri artisti della scena italiana e del Ticino. Nello stesso anno entra a far parte del collettivo DJ C.I. ed i Metro Stars escono con un nuovo singolo Fuori controllo con Matteo Pelli.

## Discografia
- 2006 – Cookies & Milk (The Saifam Group)
- 2007 – Metrotape Vol. 1 (Vibrarecords)

## Collaborazioni
- 2002 - Kaso Oro Giallo
- 2004 - One Love Cani Da Canapa Compilation
- 2005 - AAVV Street Flava 3rd Avenue
- 2006 - Bassi Maestro V.E.L.M. - The Street Sequel
- 2006 - Mondo Marcio Mondo Marcio Gold Edition
- 2006 - Crookers Crookers Mixtape
- 2006 - Massakrasta Maleducati
- 2007 - Bassi Maestro Monkee Bizniz Vol. 3
- 2007 - 16 Barre A Volte Parlano
- 2007 - Dj Alex C - (Per chi giudica) Sul Confine Bounce
- 2008 - Dj Sat & Swelto Bombe Per Sordi Mixtape
- 2008 - T-Mat Con Le Mani E Con I Piedi
- 2008 - DoubleGJ, Skuba & E.O. Naghistyle 7 Giorni Dopo EP
- 2008 - Fuoco Negli Occhi Full Immersion
- 2008 - Sisma (Linea 23) & Dj Vandal Da Mixtape
- 2008 - Bassi Maestro Monkee Bizniz Vol. 4
- 2009 - Gabo (Monkey Mono) L'Apocalisse
- 2009 - Dj Zeta Relations
- 2010 - Sisma (Linea 23) Jack Casanova
- 2010 - S.O.S. Passato presente futuro

## Produzioni

### Michel
- 2004: One Love - Cani Da Canapa Compilation
  - Lui Lei E L'Altro Ft. Kaso, Maxi B & Esa
  - Ribalta La Ribalta Ft. Michel
  - Punti Di Sutura Ft. Michel, Massakrasta, Maxi B & Ska
  - Truman Show Ft. Michel & Maxi B
  - Questa Via Ft. Davo & Kaso
- 2006: Amir - Uomo Di Prestigio
  - Ambizioni
- 2007: Shai & Dydo - Colpi Di Sonno
  - Rapbull (Energy Music) Ft. Dj Ronin
  - Non Cambierà Ft. Tony Caporale & Dj Ronin
- 2008: Fadamat - È Uguale
  -  È Ora Di Andare
- 2009: Emergenza - Emergenza
  - Bobboni Click
  - Passo Dopo Passo Ft. Prosa
- 2009: Emis Killa - Ketamusic
  - Bad
  - Pum Pum Pum Ft. Fedez
- 2010: Skone - Prima Di Andare
  - E Tira Ft. Big Bud

### Dj C.I.
- 2005: Nest - Il Coscritto
  - Scusa Bella
  - Arrivo Fino A Te (Bloccati) Ft. Dj Jay K
  - Oltre I Sensi Ft. Big Ma
  - Correndo Liberi Ft. Vanille
  - Le 10 Regole Del C@**
  - Elevazione Ft. Valdo
  - Quante Domande
  - Non Sono Neutrale Ft. Valdo, Kelly, Nata & Julius
- 2007: Metro Stars - Metrotape Vol. 1
  - Corri (Remix)
- 2008: Dj Sat & Swelto - Bombe Per Sordi Mixtape
  - Fuori Controllo Ft. Metro Stars
- 2008: DoubleGJ, Skuba & E.O. Naghistyle - 7 Giorni Dopo Ep
  - Dopo La Svolta Ft. Metro Stars
- 2009: Maxi B - Invidia
  - Tutto Quello Che Ho
  - Tu Scappi (Remix)
  - Non Ti Capisco
  - Amoressia Ft. Daniele Vit
  - Come Mi Vuoi Ft. Primo
  - Fuori Controllo Ft. Matteo Pelli & Michel
  - In Fuga (Remix)
  - Certi Amici Ft. Ensi & Michel
  - Non Servono Parole Ft. Loretta Grace
  - Un Buco Nell'Acqua  Ft. Michel
  - Fra Le Nuvole
- 2009: Michel - Bombe
  - Tu Scappi (Remix) Ft. Maxi B
- 2010: Komplotto & E.O. Naghistyle Isola Vulcano
  - Occhi Ft. Maxi B